# Джек и бобовый стебель
Джек и бобовый стебель (англ. Jack and the Beanstalk) — английская народная сказка о смелом пареньке Джеке, победившем великана.

## Сюжет
Вдова, вынужденная продать корову, отправляет сына Джека на базар. По дороге Джек встречает старика, предлагающего обменять корову на волшебные бобы, из которых вырастет стебель до самого неба. Рассерженная мать, узнав про эту сделку, выбрасывает бобы за окно. Наутро Джек видит, что старик говорил правду. Любопытный мальчик лезет по стеблю, пока не находит дорогу, ведущую к какому-то дому. У дома Джек встречает великаншу и просит её покормить его. Добрая женщина исполняет его просьбу. Но тут домой возвращается хозяин дома — великан-людоед. Великанша прячет Джека в печке. Вошедший великан произносит:
Фи-фай-фо-фам
Дух британца чую там.
Мёртвый он или живой,
Попадёт на завтрак мой.
Когда великан засыпает, Джек уходит домой, украв при этом мешок золота. Через некоторое время Джек снова возвращается к великану, чтобы украсть гусыню, несущую золотые яйца. В третий визит Джек крадёт волшебную золотую арфу, но та будит своего спящего хозяина. Великан пускается в погоню, но Джек, перерубив стебель, побеждает великана и живёт со своей матерью в достатке до конца своих дней.

## В книгах
Сказка известна в разных вариантах. Впервые появилась в печати в 1807 году в обработке Бенджамина Табарта, в которой автор вводит нового персонажа — фею, объясняющую Джеку мораль сказки.
Версия Джозефа Джекобса 1890 года является наиболее популярной.

## Экранизации
- Джек и бобовый стебель (фильм, 1902) (режиссёр Джордж Флеминг и Эдвин Портер)
- В США сказка экранизировалась дважды — в 1962 и 2013 годах (второй раз — под названием «Джек — покоритель великанов»). Также есть экранизация 2001 года, где великан показан добрым, а главным злодеем предстаёт Джек, обокравший великана
- «Джек в Стране чудес» (1974) — японский полнометражный аниме-фильм